# Escoles Tolrà
Les Escoles Tolrà és una llar d'avis de Cabrils (Maresme). L'edifici, construïda per ser una escola, és una obra eclèctica inclosa a l'Inventari del Patrimoni Arquitectònic de Catalunya.

## Edifici
Edifici rectangular de tres plantes elevat sobre el conjunt de la població, molt a prop de l'església. Malgrat ésser construït el 1904 (sufragades les despeses per la família Tolrà) conserva l'estil eclecticista i historicista propi de les construccions oficials del darrer quart del segle xix. Fins no fa gaires anys era l'escola de monges per a nenes de les concepcionistes.